# ماتياس فيشر
ماتياس فيشر (بالألمانية: Mathias Fischer) مواليد 30 يوليو 1971 في بولندا، هو مدرب كرة سلة ألماني ولاعب معتزل. يدرب في الدوري الألماني لكرة السلة.

## الإنجازات
- الدوري الألماني لكرة السلة : (2006)
- كأس ألمانيا لكرة السلة : (2005)
- كأس النمسا لكرة السلة : (2012)